# مارغريت بوث
مارغريت بوث (بالإنجليزية: Margaret Booth)‏ (و. 1898 – 2002 م) هي منتجة أفلام، ومونتيرة، من الولايات المتحدة الأمريكية، ولدت في لوس أنجلوس، توفيت في لوس أنجلوس، عن عمر يناهز 104 عاماً، بسبب سكتة دماغية.

## جوائز وترشيحات
حصلت على جوائز منها:
- جائزة الأوسكار
- مونتيري السينما الأمريكية.

ترشحت لـ:
- جائزة الأوسكار لأفضل تحرير فيلم، عن عمل: تمرد على السفينة باونتي.

## وصلات خارجية
- مارغريت بوث على موقع IMDb (الإنجليزية)
- مارغريت بوث على موقع ألو سيني (الفرنسية)
- مارغريت بوث على موقع أول موفي (الإنجليزية)
- مارغريت بوث على موقع قاعدة بيانات الأفلام السويدية (السويدية)
- مارغريت بوث على موقع إن إن دي بي (الإنجليزية)
- مارغريت بوث على موقع قاعدة بيانات الفيلم (الإنجليزية)
- مارغريت بوث على موقع كينوبويسك (الروسية)